# ستوبار

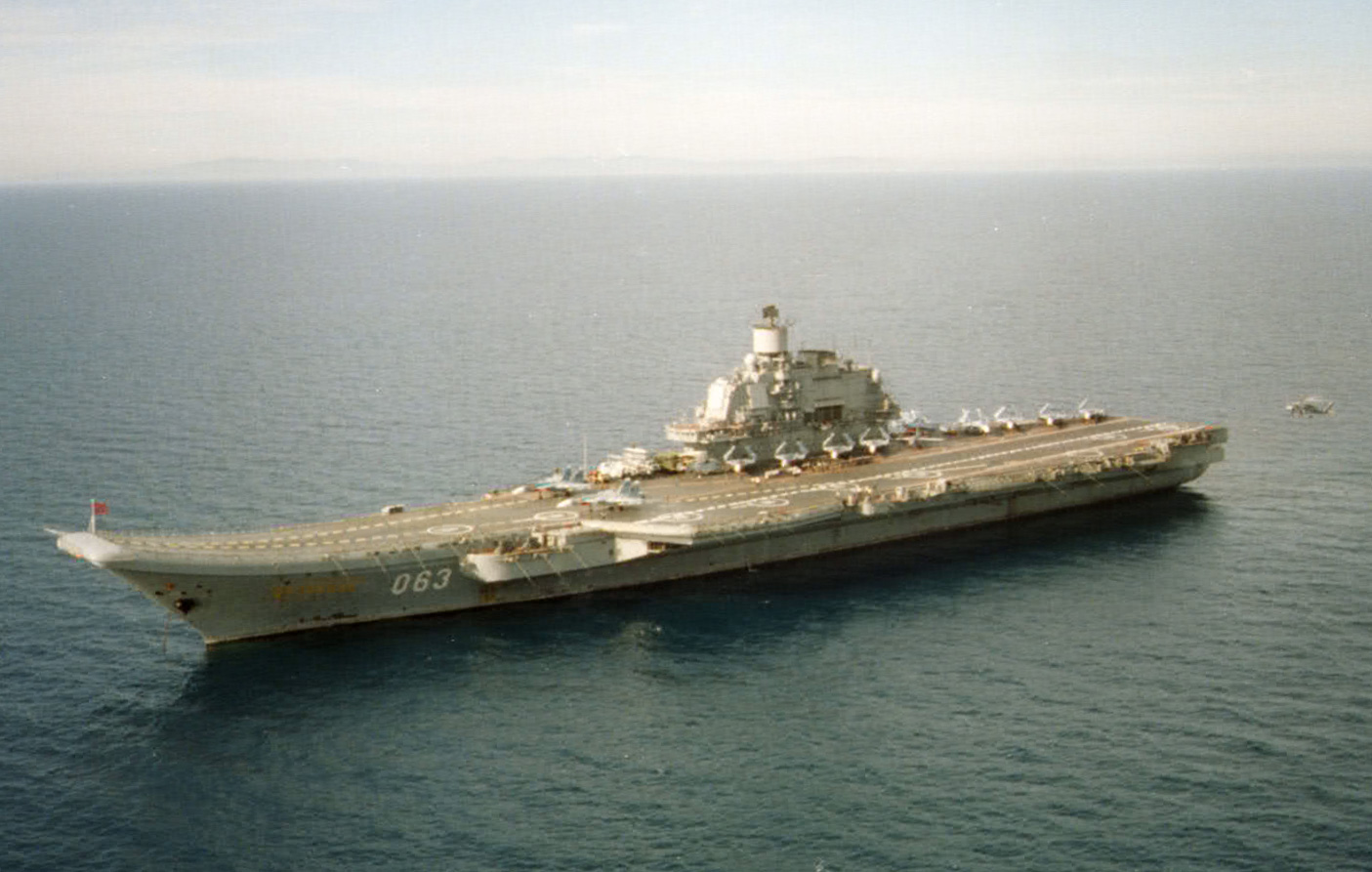

ستوبار (بالإنجليزية: STOBAR)‏ هو نظام يستخدم لانطلاق وعودة الطائرات من على متن حاملة الطائرات وهو يجمع بين طريقين ستوفل(بالإنجليزية: STOVL)‏ و كاتوبار (بالإنجليزية: CATOBAR)‏. استخدام هذه الطريقة شائع أكثر من ستوفل. تتطلب هذه الطريقة استخدام «ذراع المكبح» للهبوط على السفينة. والبحرية الروسية هي الوحيدة التي تستخدم هذه الطريقة الآن، حيث أن أحد طرازات حاملات طائراتها مهيئة لكي تستخدم الستوبار عليها، وتنوي البحرية الهندية إنتاج حاملتي طائرات مهيأتين لكي تُستخدم الستوبار عليهما مستقبلا. نظام الستوبار هو أبسط من الكاتوبار لكنه يتطلب أضواءً وبعض التسلح للطائرة.